# Турдаково (Ардатовский район)
Турдаково (эрз. Тордаково) — село в Ардатовском районе Мордовии. Входит в состав Редкодубского сельского поселения.

## География
Расположено на р. Алатырь, в 6 км от районного центра и 4 км от железнодорожной станции Ардатов.

## Название
Название-антропоним: от дохристианского мордовского имени Турдак.

## История
Возникло в 1579 году как село Одоевское Турдаково. В «Списке населённых мест Симбирской губернии» (1863) Турдаково — деревня удельная из 49 дворов (466 чел.) Ардатовского уезда. В 1930 году был создан колхоз имени 6-го съезда Советов, с 1954 года — имени Сталина, с 1959 года — «Путь Ильича», с 1997 года — СХПК «Путь Ильича», с 2000 года — отделение МТС «Ардатовское».

## Инфраструктура
В современном селе — детский сад, библиотека, Дом культуры, медпункт, 2 магазина, отделение связи, молельный дом; памятник воинам, погибшим в годы Великой Отечественной войны.

## Население
| 2002 | 2010 |
| ---- | ---- |
| 312  | ↗318 |

Население 338 чел. (2001), в основном мордва-эрзя.

## Источник
- Энциклопедия Мордовия, А. П. Кочеваткина.